# Мочиська (заказник)
Мочи́ська — ландшафтний заказник місцевого значення в Україні. Розташований у межах Володимирського району Волинської області, на північний захід від села Федорівка і міста Володимир.
Площа 127 га. Статус надано згідно з рішенням Волинської облради від 20.12.1993 року № 16/6. Перебуває у віданні ДП «Володимирське ЛМГ» (Устилузьке л-во, кв. 29).
Створений з метою збереження цінного лісового масиву. Зростають сосново-березові насадження з домішкою дуба, ялини, клена, модрини та інших видів дерев. Вік насаджень — бл. 60 років, I—II бонітету. У підліску: крушина, калина, акація біла. Територія заказника охоплює також частину акваторії озера Лісного (площа 10 га) з різноманітною іхтіофауною, у прибережній смузі якого зростає понад 200 видів рослин, серед яких є цінні квіткові, лікарські та рідкісні види.
Заказник лежить у зеленій зоні міста Володимира.

## Галерея

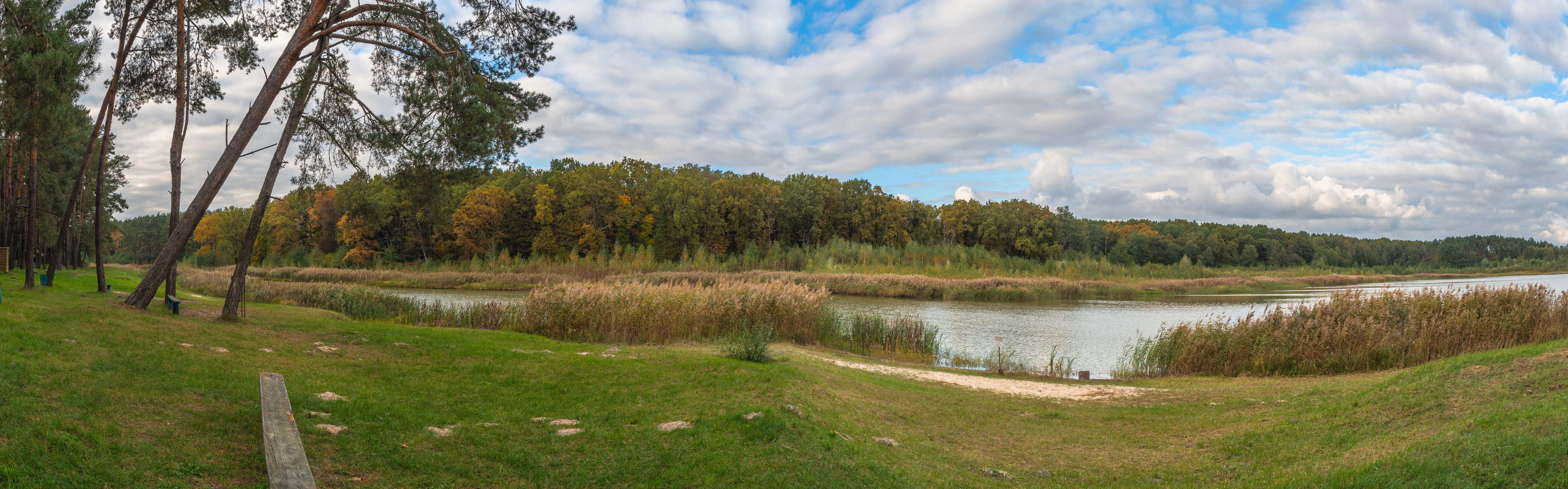
Панорама південної частини оз. Лісне
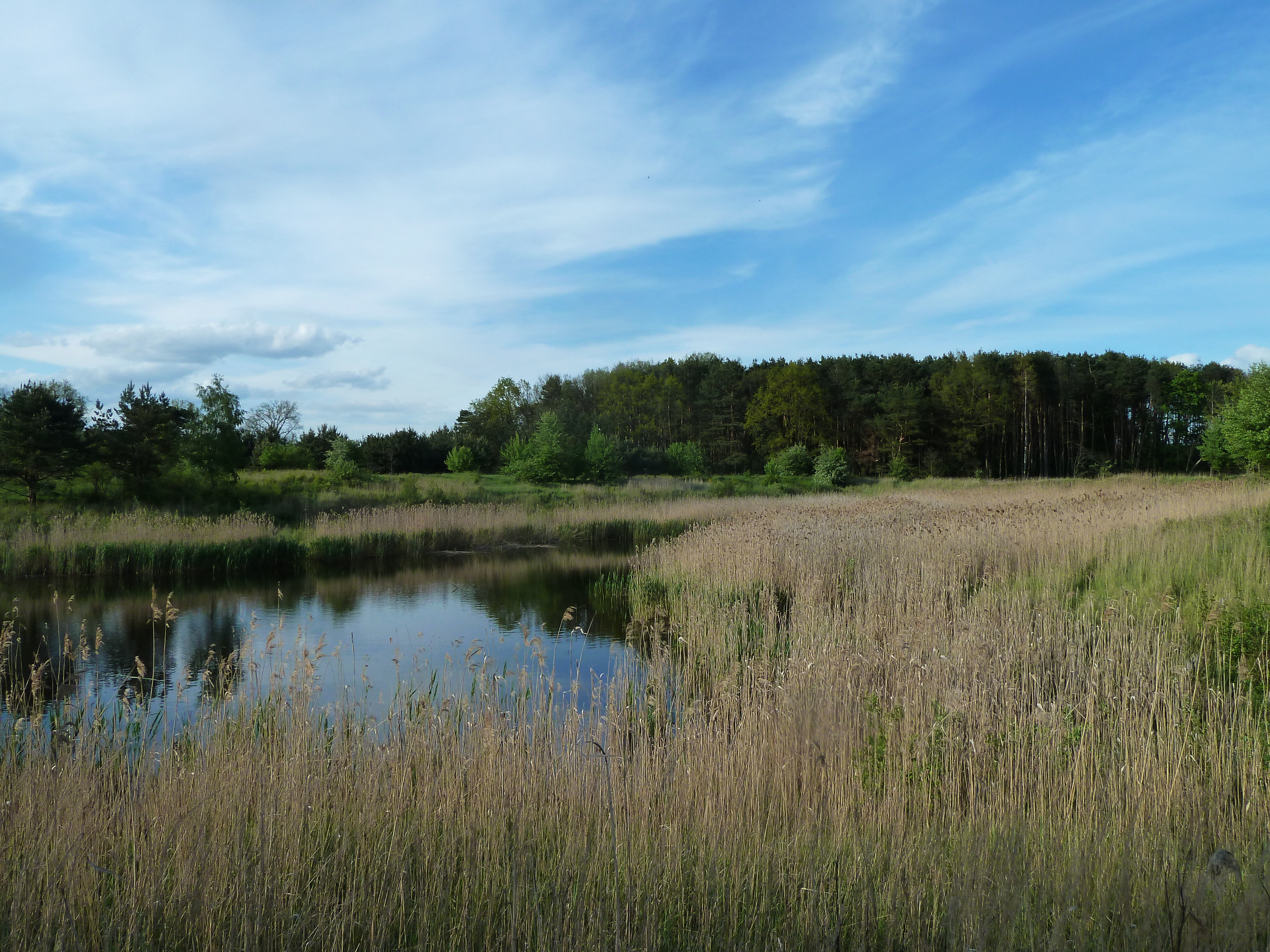
Безіменна водойма, сполучена з оз. Лісне каналом
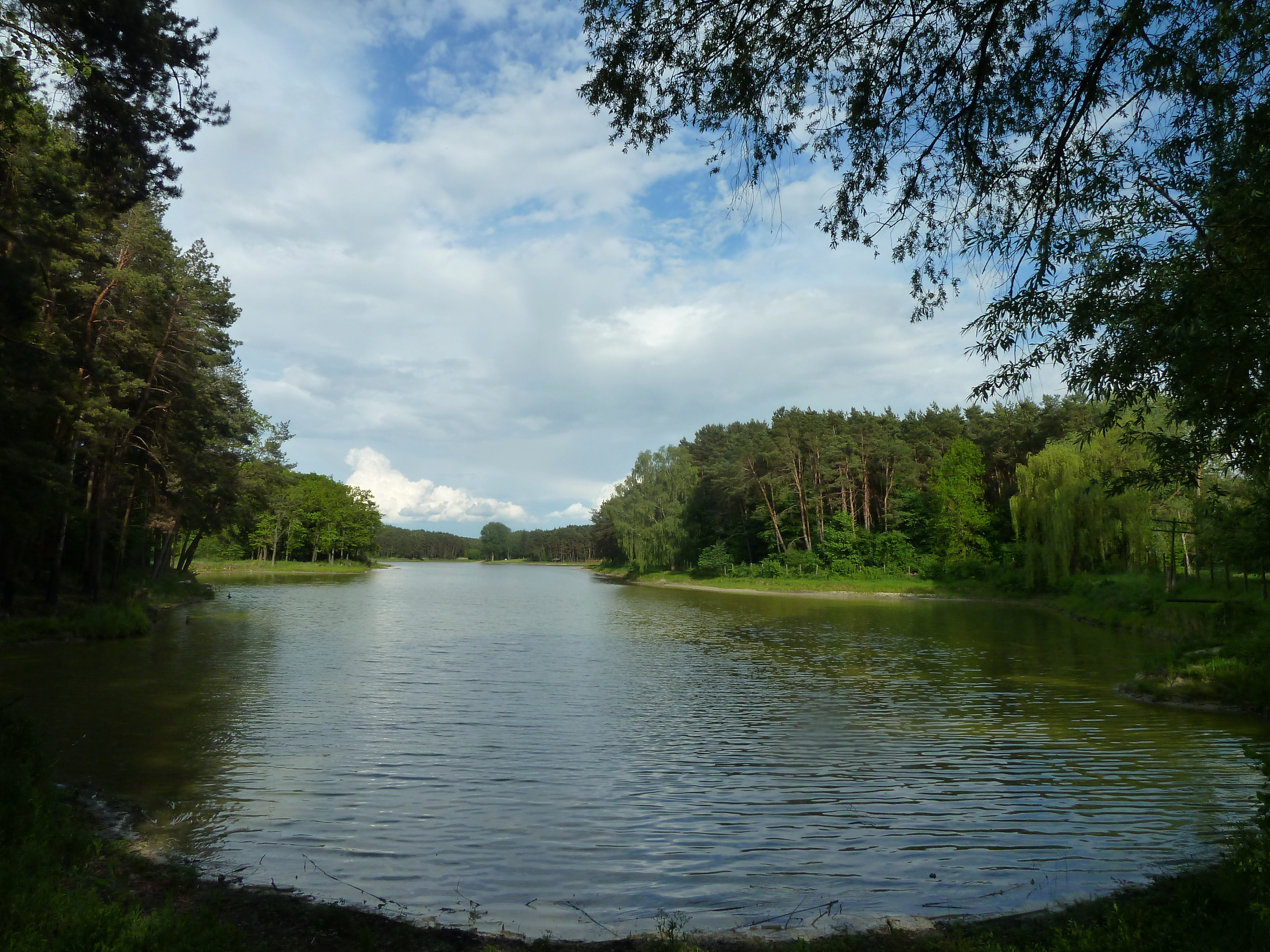
Оз. Лісне з крайньої західної точки
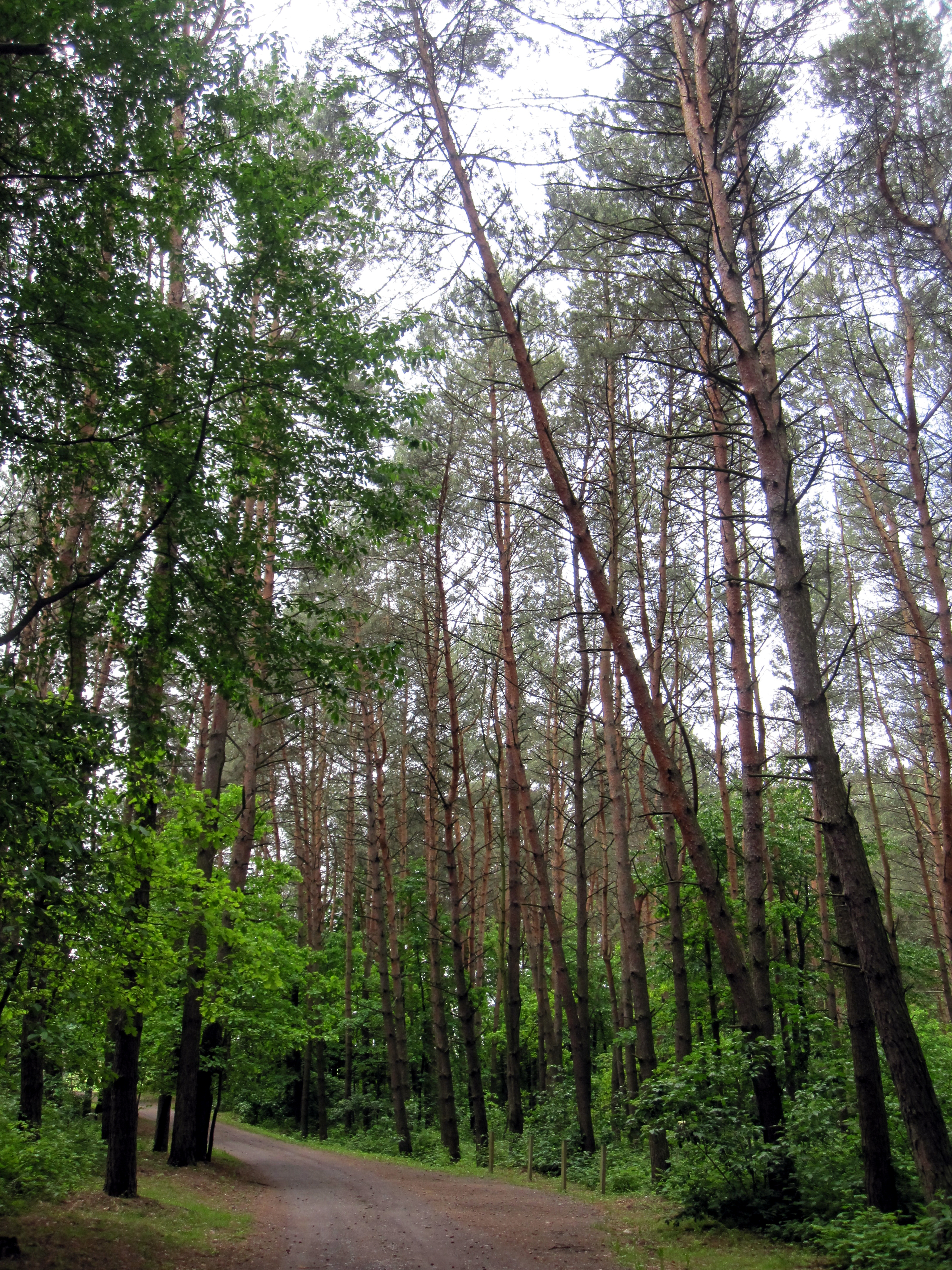
Сосновий ліс поблизу оз. Лісне
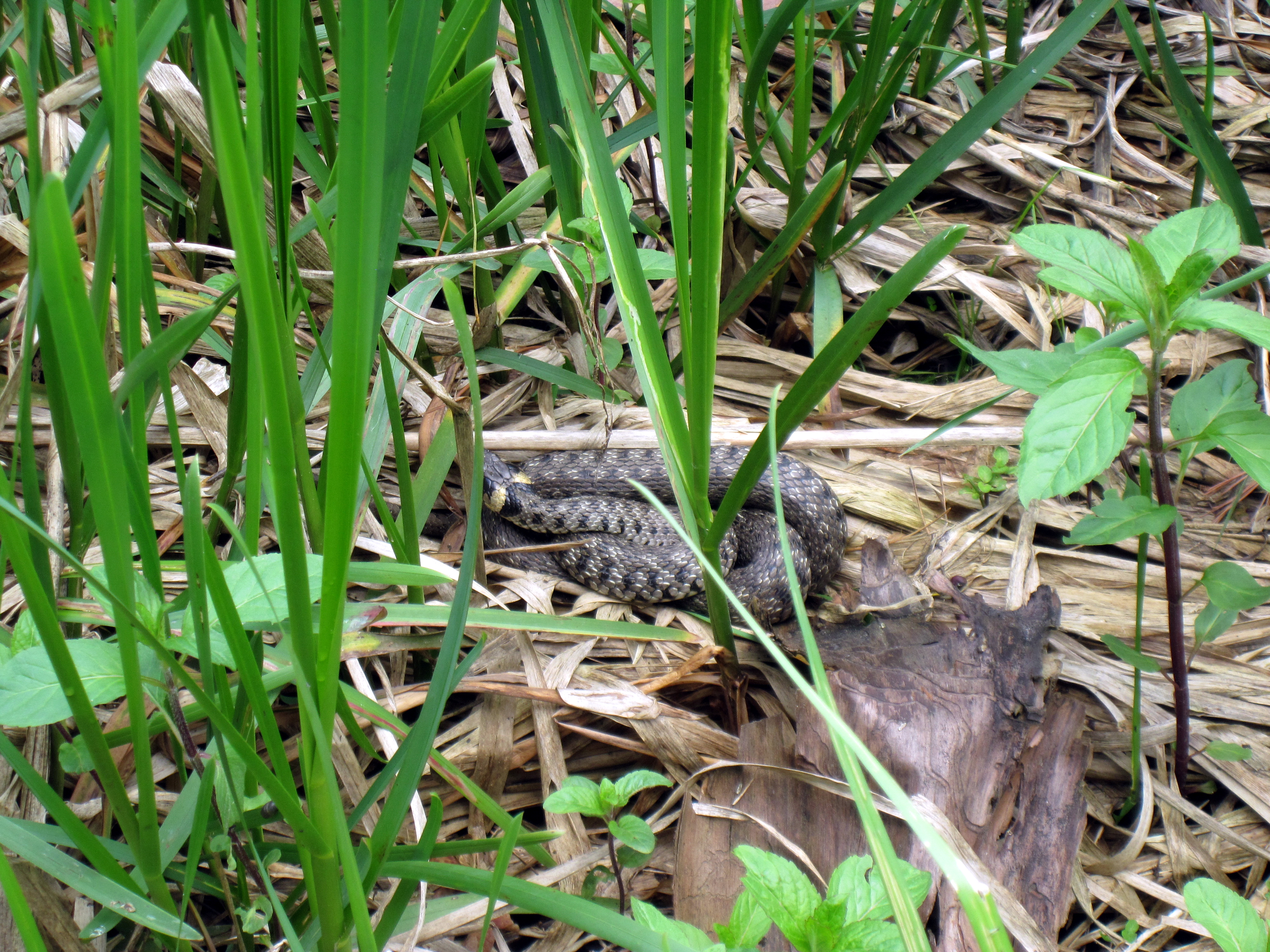
Вуж на березі оз. Лісне